# Adrián Conink
Adrián Conink (Sevilla-fl. 1713-Madrid, 13 de setembre de 1728) va ser un religiós i filòleg espanyol, ardiaca i canonge en la catedral de Salamanca, i Agent General de les Esglésies d'Espanya.
Va ingressar en la Reial Acadèmia Espanyola el 26 d'octubre de 1713, en la qual va ocupar la «cadira L», abans per tant de la constitució oficial i pública de l'Acadèmia, sent un dels primers acadèmics de nombre no considerats acadèmics fundadors. Va presentar a l'acadèmia alguns dels primers treballs sobre Ortografia que s'hi van veure, i se li va encarregar reflectir-los en el tercer dels quatre prolegòmens («discursos proemiales» els va anomenar) del Diccionari. En el Diccionario es va encarregar també de les paraules que comencen per «ap» i «aq», així com de definir les veus sobre falconeria i d'extractar passatges de la traducció de Juan de Mariana de Historia de rebus Hispaniae, i d'altres autoritats: Pedro Fernández de Navarrete, Bernardo de Alderete, Tomé de Burguillos (heterònim de Lope de Vega), Francisco de Quevedo… Des del 29 de desembre de 1723 va ocupar en l'Acadèmia un dels dos llocs de revisor, per examinar les cèdules i cuidar de la correcció del Diccionario en la seva primera edició.
Va morir a Madrid el 13 de setembre de 1728. En l'Acadèmia se li va retre homenatge el 30 d'aquest mes, amb una oració panegírica a càrrec de Lorenzo Folch de Cardona, i l'elogi va anar a càrrec de Francisco Manuel de la Mata Linares, que anys després també seria acadèmic.